# ناو ماتسوشیما
ناو ماتسوشیما (به انگلیسی: Japanese cruiser Matsushima) یک کشتی بود که طول آن ۹۱٫۸۱ متر (۳۰۱ فوت ۳ اینچ) بود. این کشتی در سال ۱۸۹۰ ساخته شد.